# Tef Curani
Tef Curani też jako: Stefë Curani, Shtjefën Zurani (ur. 5 sierpnia 1865 w Szkodrze, zm. 14 kwietnia 1941 w Szkodrze) – albański polityk i ekonomista, minister finansów w latach 1920-1921, w rządzie Iljasa Vrioniego.

## Życiorys
Był synem kupca Hilë Curaniego. Uczył się w szkole prowadzonej przez jezuitów w Szkodrze, a następnie studiował ekonomię i nauki polityczne w Wiedniu. Po studiach pracował w austro-węgierskim ministerstwie spraw zagranicznych, w sekcji bałkańskiej. W 1898 w czasie pobytu w Egipcie miał napisać i wydać w Aleksandrii dzieło T'nnollunat e Sccypniis prei gni Gheghet ci don vênnin e vet, przedstawiające historię Albanii od czasów najdawniejszych. W 1908 współpracował z firmą przewozową LLoyd, był właścicielem parowca Buna, który kursował pomiędzy Triestem, a wybrzeżem albańskim.
W czasie wojen bałkańskich przedostał się do Triestu, gdzie w dniach 1-4 marca 1913 zorganizował kongres albańskich działaczy narodowych. W 1920 objął stanowisko ministra finansów w gabinecie Iliasa Vrioniego. Po dymisji pracował w sektorze bankowym, od 1931 pełniąc funkcję przedstawiciela albańskiego przy Banku Albańskim w Rzymie. W 1923 otrzymał godność konsula honorowego Austrii w Albanii (zrezygnował z niej w roku 1931). Zmarł w Szkodrze.